# Doktor Solar
Doktor Solar ist ein US-amerikanischer Comic-Superheld aus dem Hause Gold Key. Die Zeichner waren Frank Bolle, Bob Fujitani und Paul S. Newman.

## Inhalt
Der Physiker Dr. Raymond Solar wurde einer großen Menge Radioaktivität ausgesetzt, als er den Mitarbeiter Dr. Bentley schützen wollte. Dies geschah, da der Agent Dr. Rasp eine Forschungseinrichtung sabotiert hat. So wurde der Körper von Dr. Solar in eine Form von Energie umgewandelt. Seine Kollegen und Bezugspersonen sind Dr. Clarkson und Gail Sanders. 
Von da an kämpft er immer wieder gegen den Urheber des Sabotageaktes, der sich Nuro nennt. 
Im Valiant-Universum heißt der Titelheld Dr. Philip Seleski, der ein ganz ähnliches Schicksal erleidet und bei einem Unfall harter atomarer Strahlung ausgesetzt wird. Er erinnert sich an den Comic-Helden "Dr. Solar" aus seiner Jugend und nimmt dessen Kostüm zum Vorbild. Weitere Ähnlichkeiten sind die Bezugspersonen, die jetzt Dr. Dobson und Dr. Gayle Nordheim (Solars Freundin) heißen.

## Veröffentlichungen

### Gold Key Comics
Ab Oktober 1962 veröffentlichte Gold Key, eine Marke von Western Publishing, Comics der von Paul S. Newman und Matt Murphy geschaffenen Figur. Bis 1969 erschienen 27 Hefte. Anfang der 1980er Jahre folgten weitere vier Hefte. Western Publishing wurde 1982 von Mattel gekauft, 1984 wurde die Veröffentlichung von Comics eingestellt.

### Valiant Comics
Unter der Führung des ehemaligen Marvel-Chefredakteurs Jim Shooter wurde Valiant Comics als Marke von Voyager Communications Inc. geschaffen und lizenzierte einige Figuren von Western Publishing.  Unter dem Titel Solar – Man of the Atom wurden Anfang der 90er Jahre neue Geschichten veröffentlicht, die zusammen mit Valiant-eigenen Titeln, wie Harbinger, X-O Manowar und Shadowman, zu einem komplexen Comicuniversum beitrugen. Diese Serien erschienen auch außerhalb der USA, nicht jedoch in Deutschland. 
Von September 1991 bis April 1996 erschienen die Hefte Solar Man of the Atom 1 bis 60. 
Im April 1995 erschien The Original Doctor Solar – Man of the Atom. Dieses Heft beinhaltet zwei Geschichten aus der klassischen Gold Key - Serie; und zwar aus Nr. 1 und Nr. 5. 
Außerdem hat Solar noch weitere Gastauftritte in anderen Valiant-Titeln. 
Buchstäblich ein Split-off Titel war The Destroyer. Solar hatte sich in einer Story gesplittet und einer der beiden wurde zum „Destroyer“. Es gab nur ein Heft mit diesem Titel. 
1994 erschienen zwei Graphic Novels mit der Figur Solar Man of the Atom bei Valiant: 
Alpha & Omega erschien im April 1994 und enthält die mittleren Storys aus den Heften 1 bis 10, welche den (Neu-)Anfang von Dr. Solar zeigen. Der Autor ist Jim Shooter, die Bleistiftvorzeichnungen sind von Barry Windsor-Smith, welche von Bob Layton getuscht und von Janet Jackson koloriert wurden. 
Second Death erschien bereits im März 1994 und enthält die Hauptgeschichte der Hefte 1 bis 4, welche zeitlich jedoch nach Alpha & Omega spielt. Jim Shooter schrieb auch diese Geschichte, Bleistiftzeichner war D. David Perlin, Bob Layton versah diese Zeichnungen mit Tusche und koloriert wurden sie von Kathryn Bolinger.

### Acclaim Comics
1994 wurde Voyager Communications Inc. an den Spielehersteller Acclaim verkauft, der Valiants Geschäftsbetrieb zunächst unangetastet ließ. Nach einem branchenweiten Einbruch der Auflagenzahlen restrukturierte Acclaim das Comicuniversum von Valiant. Die Acclaim Comics hatten nun die vorrangige Aufgabe, den Videospielen des Konzerns als Werbeplattform zu dienen. Als Acclaim Comics Valiant Heroes II erschienen von 1996 bis 2002 in zum Teil stark veränderter Form einige Titel neu, so auch Solar - Man of the Atom mit insgesamt sechs Ausgaben. Acclaim ging 2004 in Konkurs, die Rechte an den Valiant-/Acclaim-eigenen Charakteren wurden im darauffolgenden Jahr veräußert. Solar hingegen fiel zurück an Random House, dem Inhaber der Western-Publishing-Lizenzen.

### Dark Horse
Von Januar 2005 bis Januar 2008 veröffentlichte der US-Verlag Dark Horse die Gold-Key-Geschichten in vier Hardcoverbänden neu. In Band 4 wurde auch das Gold-Key-Heft "The Occult Files of Dr. Spector" # 14, in welchem Doctor Solar einen Auftritt hatte, mit veröffentlicht. 
Seit Juli 2010 erscheint eine neue Comicserie bei Dark Horse mit neuen Geschichten, geschrieben von Jim Shooter, der Zeichner ist Dennis Calero. 
Im September 2010 erschien ein Trade Paperback (TPB) mit den alten Geschichten aus dem Gold Key Verlag. Es beinhaltet die Hefte 1 bis 7. Der Autor ist Paul S. Newman, die Zeichner sind Bob Fujitani, Frank Bolle und Richard Powers.

### In Deutschland
Von November 1966 bis 1969 erschienen 24 Hefte unter dem Titel Doktor Solar - Der Atom-Mensch im Bildschriftenverlag. Von 1978 bis 1982 wurde Doktor Solar in der Taschenbuchserie UFO des Condor Verlags zusammen mit anderen Helden aus dem BSV veröffentlicht. In wechselnder Reihenfolge wurden die Geschichten und Titel in den TBs aneinander gereiht. Auch einige der in den Gold-Key/BSV-Heften enthaltenen Geschichten um Professor Harbinger wurden eingestreut.